# Gießen
Gießen, más írásmóddal Giessen egyetemváros Németországban, Hessen tartományban.

## Fekvése
A Lahn folyó balpartján terül el, termékeny síkságon, több vasútvonal találkozásánál.

## Népessége
1890-ben 20 571, 2012-ben 76 680 lakosa volt.

## Nevezetességei

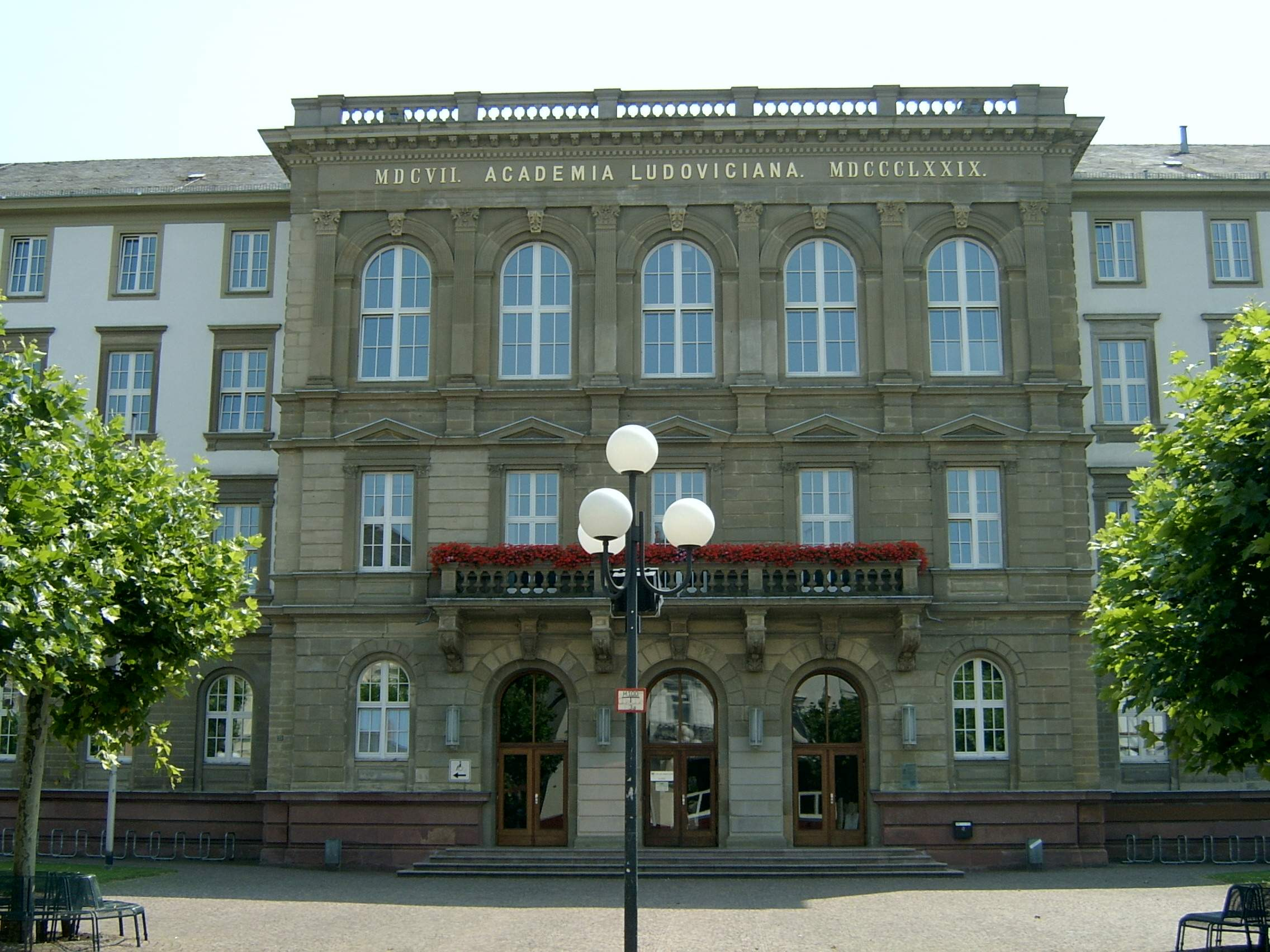
Justus Liebig Egyetem

A gießeni Lajos Egyetemet V. Lajos hesseni tartománygróf alapította mint latin nyelvű iskolát és II. Rudolf császár 1607. május 10-én emelte egyetemi rangra. Közelében találhatóak Gleiberg, Badenburg és Staufenberg nevű várak romjai.

## Közlekedés

### Közúti közlekedés
A várost érinti az A480-as és az A485-ös autópálya.